# Mitsubishi T-2
Mitsubishi T-2 är ett japanskt skolflygplan, som under en lång tid tjänstgjorde i det japanska flygvapnet. Det är numera ersatt av Kawasaki T-4 och Mitsubishi F-2B.

## Bakgrund
I slutet av 1960-talet skolades japanska jaktplanspiloter på Lockheed T-33 och North American F-86 Sabre innan de gick över till Lockheed F-104 Starfighter. T-33 var ett renodlat jetskolningsflygplan, medan F-86 var ett omodernt jaktplan som härstammade från slutet av 1940-talet, och började bli i behov av en ersättare. Erfarenheterna från F-86 var inte alltid direkt tillämpbara på F-104, då planet var så mycket äldre. F-86 saknade bland annat efterbrännkammare. Det japanska flygvapnet ansåg att om man kunde ta fram ett skolningsflygplan med jaktplansliknande egenskaper och prestanda skulle den avancerade skolningen i stridsteknik och taktik kunna utföras av ett flygplan som dessutom skulle kunna ha sekundära jakt- och attackuppgifter.
Även om Japan under andra världskriget varit ett av de ledande länderna vad gällde utvecklingen av jaktplan hade den egna utvecklingen i praktiken avstannat i och med krigsslutet. De tre ledande företagen som fanns kvar i flygbranschen var Mitsubishi, Fuji och Kawasaki, men ingen av dem hade erfarenhet av att utveckla ett nytt flygplan kapabelt att flyga i överljudshastighet. Mitsubishi hade tillverkat bland annat F-104 på licens, och Fuji hade tagit fram ett skolningsflygplan, Fuji T-1, baserat på F-86, men det stod klart att projektet skulle bli en stor utmaning. Alla tre flygtillverkare lämnade in anbud till flygvapnet, och Mitsubishis utnämndes till vinnaren i september 1967.

## Utveckling
I mitten av 1960-talet hade det fransk-brittiska samarbetet SEPECAT Jaguar tagits fram som ett lätt attackplan med STOL-egenskaper. Planet flög första gången 1968. Jaguar fanns även i en tvåsitsig typskolningsvariant, som långt motsvarade japanska flygvapnets krav. Istället för att licenstillverka en variant av planet skräddarsytt för japans behov beslöt sig Mitsubishi att endast använda sig av samma motorer och generalarrangemang som Jaguaren hade, och undvek på så sätt licenskostnaderna för själva flygplanet.

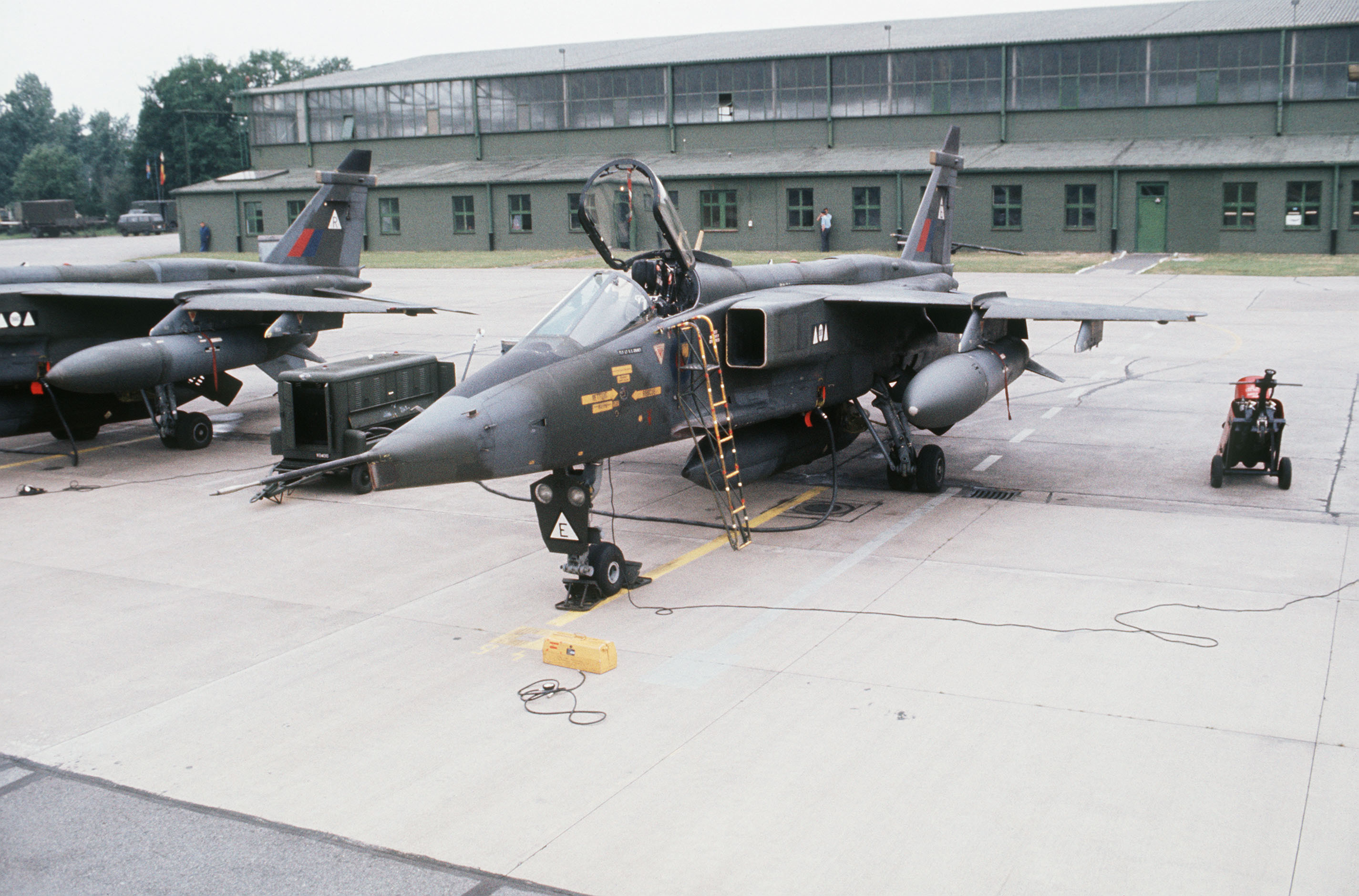
Brittisk ensitsig Jaguar GR.Mk 1, den yttre likheten med T-2 syns tydligt.

Slutresultatet har beskrivits som ”anmärkningsvärt likt Jaguar”, och väckte stor uppmärksamhet när den första prototypen flög 1971 då det till utseendet påminde om ett jaktplan och hade jetmotorer utrustade med efterbrännkammare som gav planet möjlighet att komma upp i överljudshastighet. Det enda andra skolningflygplan med överljudprestanda var Northrop T-38 Talon som kommit i tjänst 1961, men även om T-38 var utvecklat ur F-5 Freedom Fighter så saknade planet i grundversion förmåga att bära någon form av vapenlast.
Från den första flygning 1971 med XT-2 räckte det under fyra år innan de första flygplanet i mars 1975 togs i operativ tjänst av det japanska flygvapnet. 1976 inleddes sedan den egentliga serietillverkningen. Två olika versioner togs fram, av vilken den första, T-2(Z) var ett renodlat övningsflygplan och saknade radar och automatkanon, och den senare, T-2(K) var tänkt för stridsträning. 28 T-2(Z) och 62 T-2(K) tillverkades innan produktionen lades ner. Till detta kommer ytterligare flygplan som tillverkades till T-2 standard men som konverterades till F-1-prototyper och testflygplan. Till följd av japans pacifistiska politik har inte T-2, i likhet med övriga japanska stridsflygplan, exporterats. 

## Beskrivning
Mitsubishi T-2 är ett avancerat skolningsflygplan med sekundär jakt- och attackförmåga. Planet är tvåmotorigt och piloterna är placerade i tandem. Vingen är högt monterad och svept. Planet är av konventionell konstruktion, med aluminium som viktigaste material. Ungefär 10 % av vikten utgörs av titan. Avioniken utgörs till stor del av lokalt tillverkade versioner av amerikanska delsystem.

## I tjänst
Planet kom i tjänst 1975, och flera decennier flög alla blivande jaktpiloter i det japanska flygvapnet den avslutande delen av sin jetskolning med T-2. När F-1 kom i tjänst innebar det dessutom att den egentliga typskolningen för de piloter som sändes till F-1-förband kunde strykas. Planet kom att bli mycket uppskattat, och även om prestanda fortfarande var sämre än för egentliga stridsflygplan var det klart bättre än för flera samtida skolningsflygplan.
I början av 1982 bytte det japanska flygvapnets officiella uppvisningsteam "Blue impulse" ut sina föråldrade F-86F till nya T-2:or. Planen målades i ett kännspakt blå-vitt schema, och förbandet hade förutom sitt vanliga PR-uppdrag även en sekundär roll som jaktplan.
Kring millennieskiftet började T-2 ersättas av Kawasaki T-4 i jetskolningsrollen och den tvåsitsiga Mitsubishi F-2B-varianten för stridsskolning. 2006 utgick de sista T-2-planen ur det japanska flygvapnets organisation.
Varje F-1-förband hade ett litet antal T-2:or för typskolning och sambandsuppdrag.

## Varianter
- T-2(K) Skolningsvariant som saknar radar och automatkanon. Även beteckningen T-2 förekommer. Kan eventuellt utrustas med balkplatser för yttre last.
- T-2(Z) Stridsskolningsvariant utrustad med fem balkplatser, radar och intern automatkanon. Tjänstgjorde även som lätt jakt- och attackplan. Även beteckningen T-2A förekommer.
- Mitsubishi F-1 Ensitsigt lätt attackplan med sekundär jaktförmåga utvecklat ur T-2.